# Clemenskapel (Trechtingshausen)
De Clemenskapel (Duits: Clemenskapelle) bij Trechtingshausen is een laatromaans aan de Rijn gelegen kerkgebouw. De kerk vormt sinds 2002 onderdeel van het UNESCO werelderfgoed Boven Midden-Rijndal.

## Bouwgeschiedenis

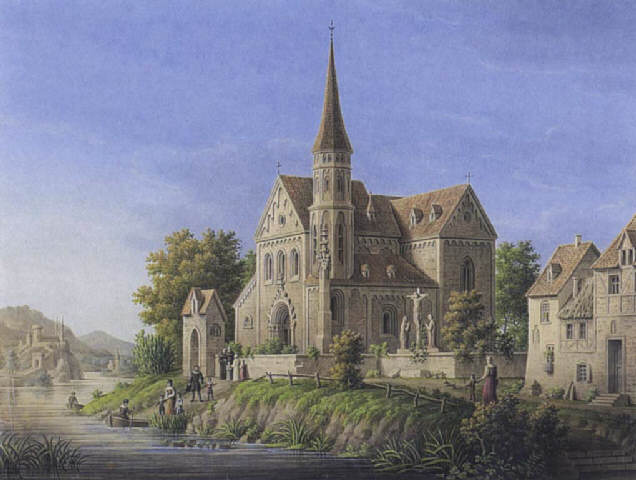
De kapel in het begin van de 19e eeuw

De aan de heilige Clemens gewijde voormalige parochiekerk en huidige kerkhofkapel ligt circa 1 km ten zuiden van Trechtingshausen aan de oever van de Rijn ter hoogte van de burcht Reichenstein. De bouw van de kerk vond plaats in het tweede kwart van de 13e eeuw en is sindsdien grotendeels onveranderd gebleven. Enkele wezenlijke veranderingen zijn de gotische maasvensters in het dwarsschip en de apsis en een eveneens gotische pinakel op een hoek van de toren. De wijdingsdatum en de naam van de bouwmeester van de kerk zijn niet overgeleverd. Tijdens de laatste renovatie rond de eeuwwisseling kreeg het buitenstucwerk van de kerk de huidige kleuren.

## Beschrijving
De bouw betreft een drieschepige pijlerbasiliek met een kort kerkschip, een transept, een ronde apsis en een asymmetrische westelijke toren. Het dwarsschip en het koor onderscheiden zich van het kerkschip door de rijkere architectonische vormgeving zoals de kruisribgewelven en tonen vroeggotische stijlelementen. Boven de viering verheft zich een tot een koepel verhoogd achtdelig ribgewelf, hetgeen te vergelijken is met dat van de Sint-Petruskerk te Sinzig. In het gewelf van de apsis en het noordelijke zijschip zijn nog fragmenten van middeleeuwse fresco's te zien.    
De buitenbouw is rijk voorzien van lisenen en rondboogfriezen. De toren wordt in de hogere verdiepingen achthoekig en heeft vensters die net zo smal zijn als schietgaten. In de westelijke gevel bevindt zich een zesdelig roosvenster. Karakteristiek voor de Rijnlandse romaanse architectuur zijn de klaverbladvormige vensters in de lichtbeuk.

## Inrichting
Tot het noemenswaardige kerkmeubilair behoren vijf bankrijen van een koorgestoelte uit de vroege 16e eeuw met deels houtsnijwerk en misericorden. Het overige kerkgestoelte is neogotisch en dateert uit de 19e eeuw. Ook telt de kerk enige grafstenen en epitafen uit de 15e tot de 17e eeuw.

## Michaëlskapel
Ten zuiden van de Clemenskapel staat een laatgotische kapel, die vroeg-16e-eeuws wordt gedateerd. Waarschijnlijk diende het gebouwtje oorspronkelijk als knekelhuis. Van buiten onderging de kapel in de 19e eeuw grote veranderingen, maar het twee traveeën tellende kruisribgewelf in de kapel bleef behouden. Moeilijk te duiden muurschilderingen uit de bouwtijd bedekten vroeger alle muren van het interieur. Tegenwoordig is slechts een klein deel van de beschildering van de noordelijke muur blootgelegd.

## Afbeeldingen

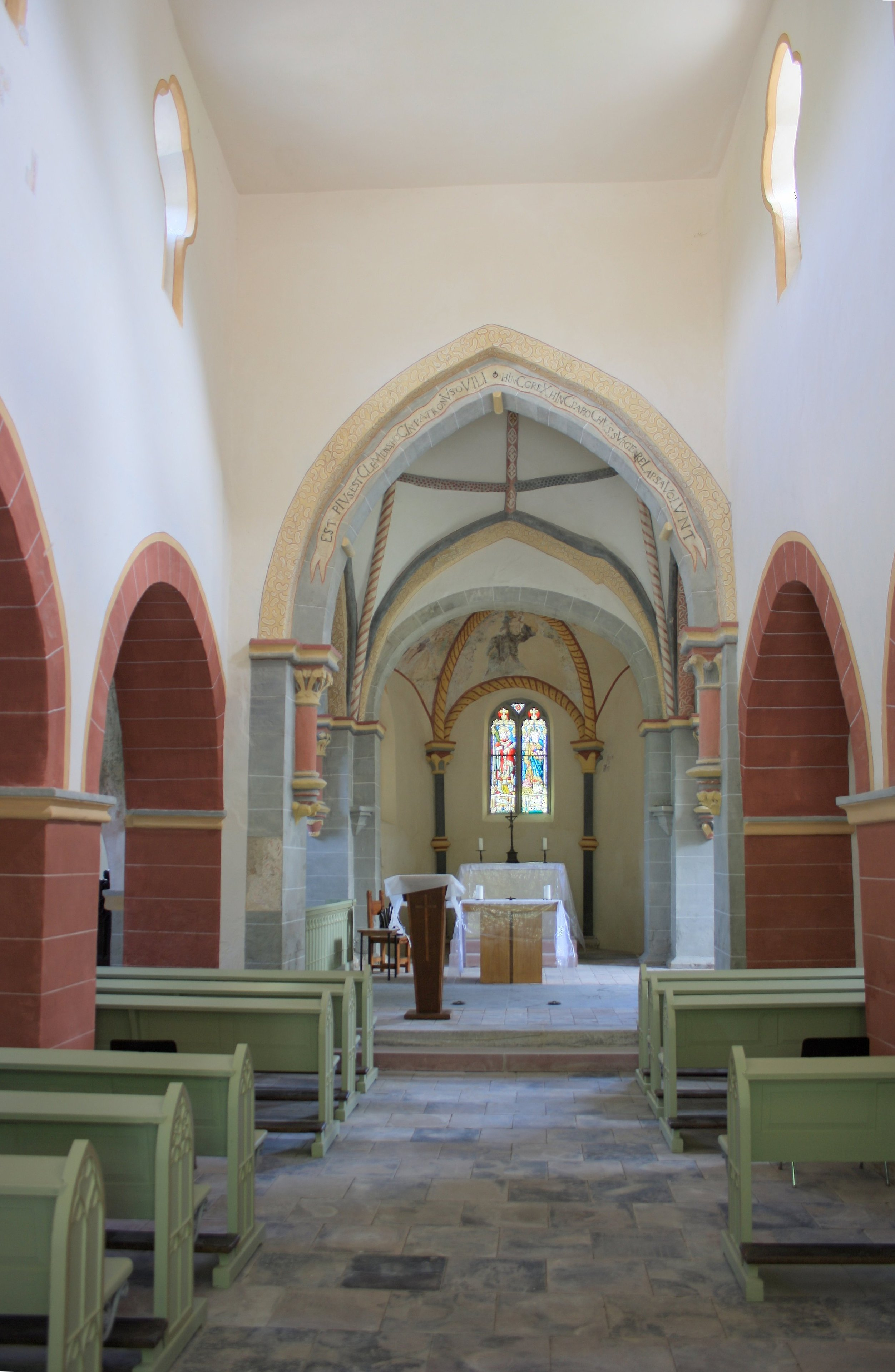
Interieur
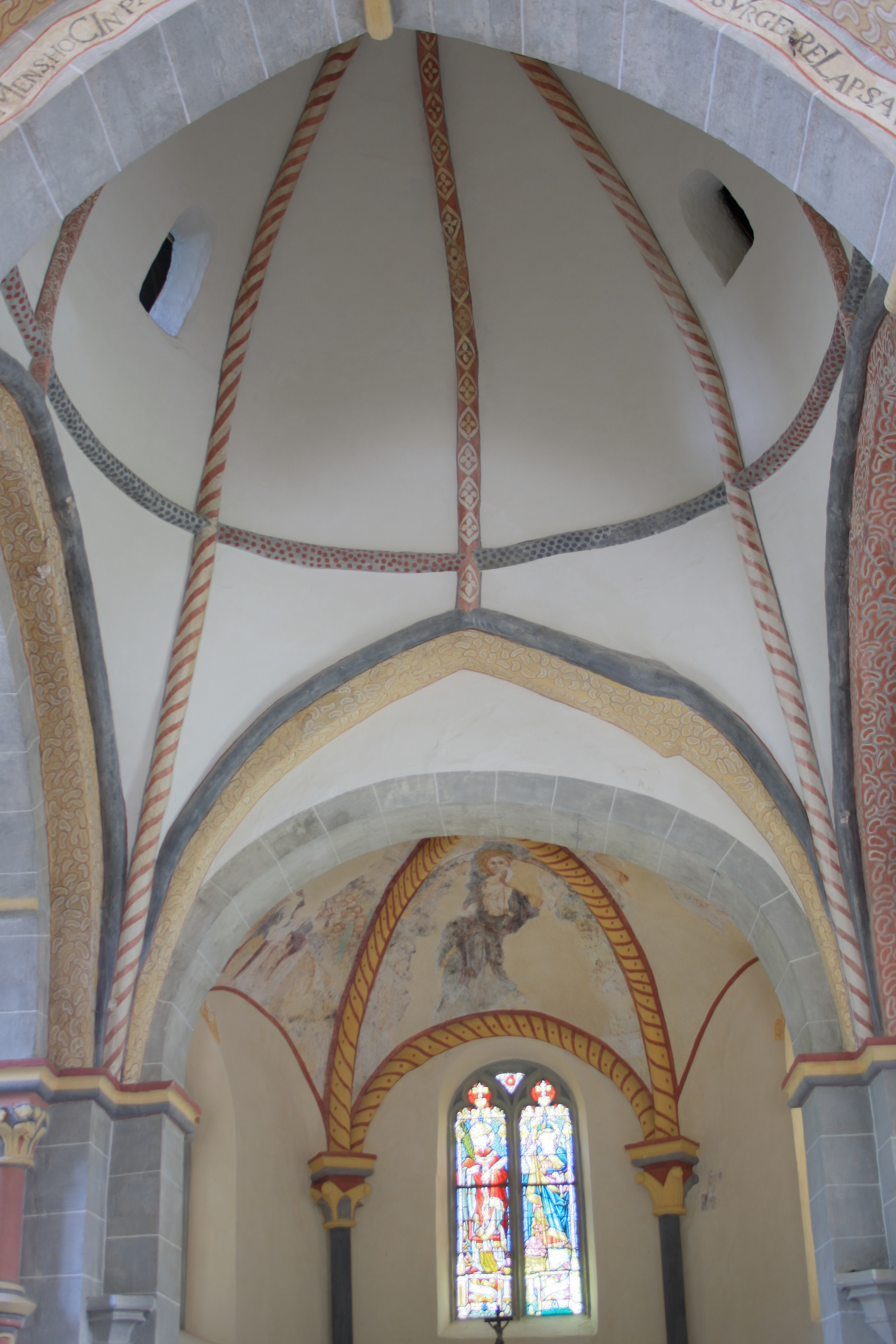
Viering
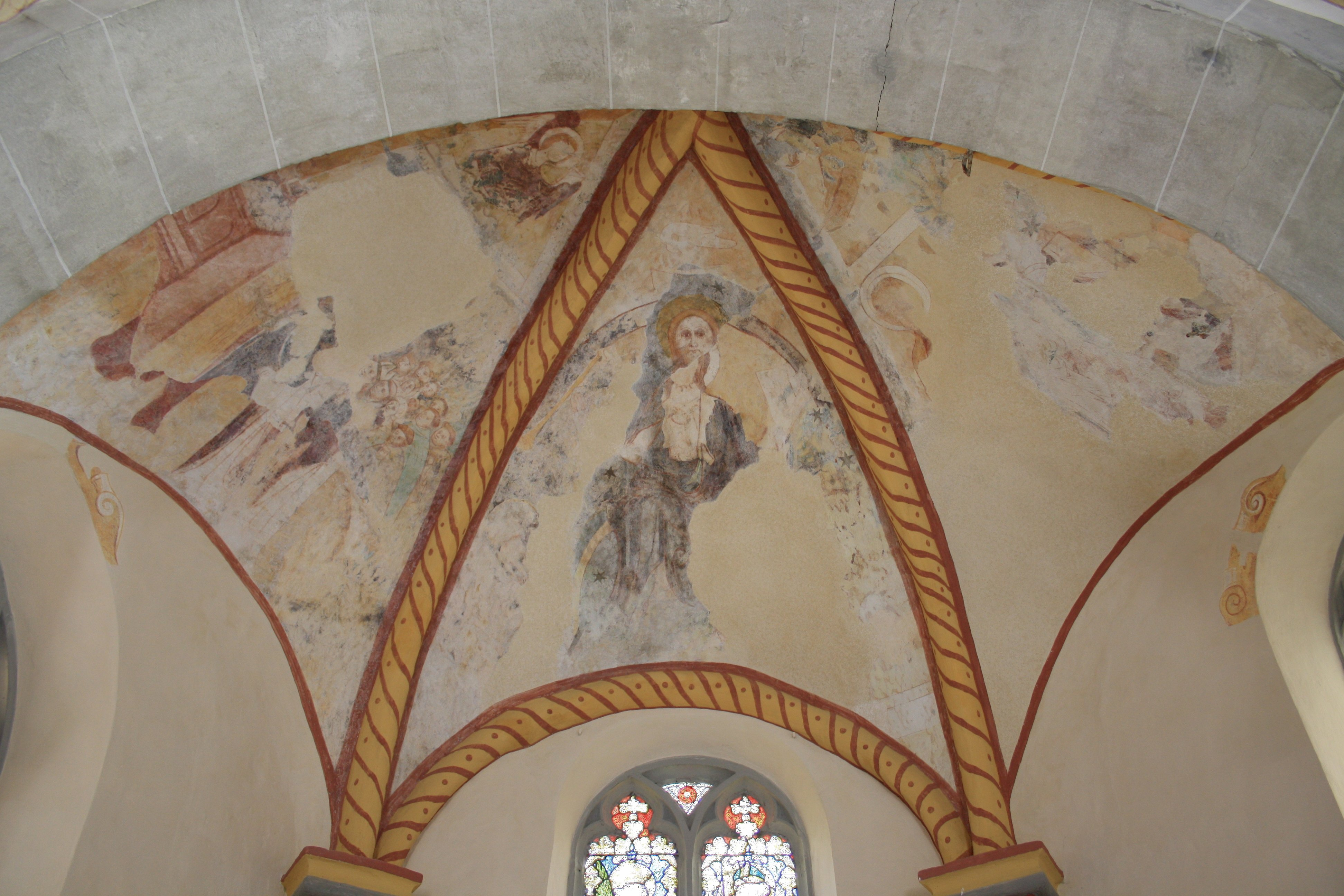
Fresco's apsis
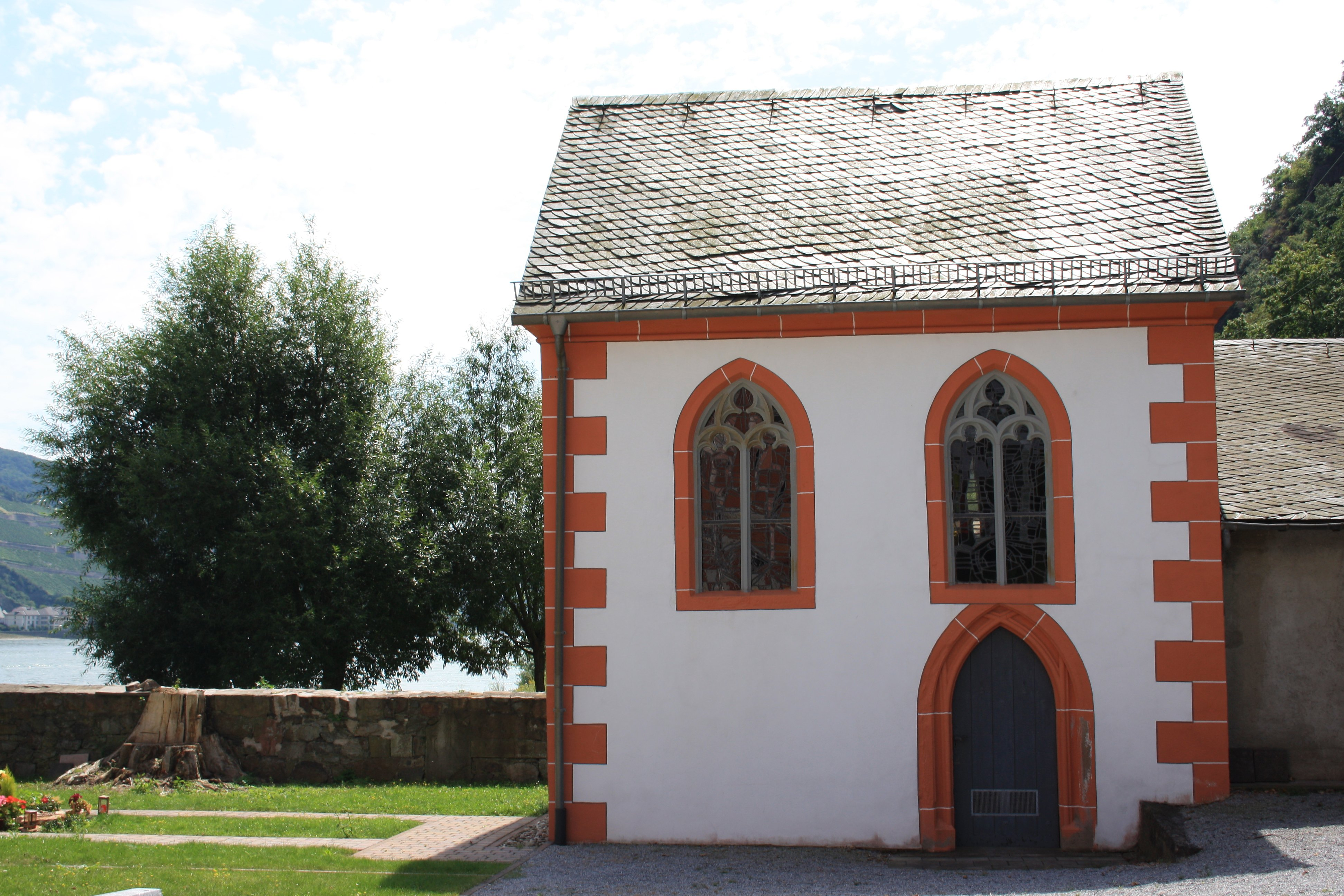
Michaëlkapel
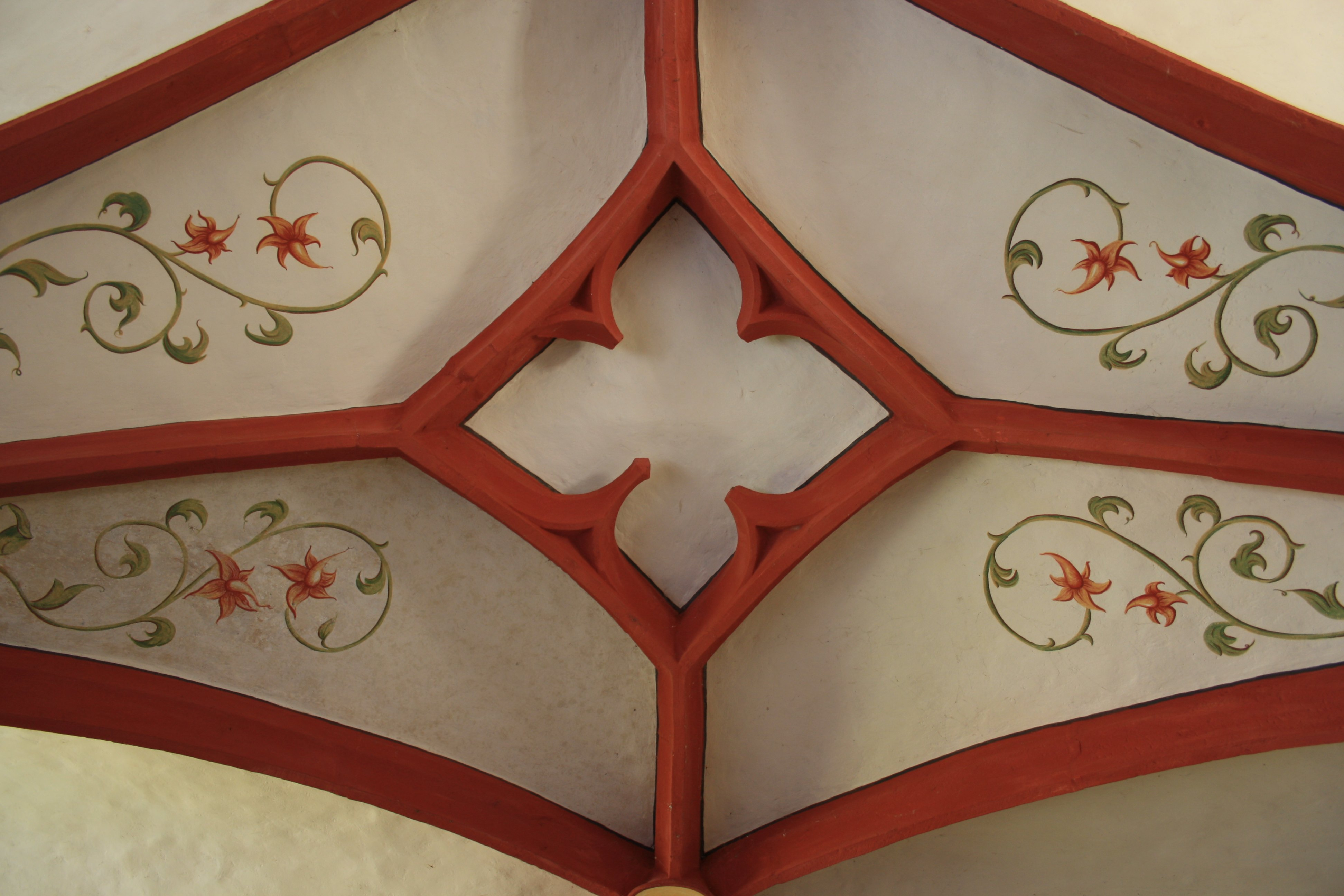
Kruisribgewelf Michaëlkapel